# Marc Oorlynck
Marc Oorlynck (Oostende, 3 mei 1954 - 2009) was een Belgisch kunstschilder.

## Levensloop
Oorlynck studeerde aan de Akademie voor Schone Kunsten in Brugge, en het Nationaal Hoger Instituut en de Koninklijke Academie voor Schone Kunsten in Antwerpen. Verder studeerde hij zes maanden met ondersteuning van een studiebeurs aan de Londense Royal Academy of Arts.
Daarna werd hij docent aan de Stedelijke Kunstacademie in Oostende. Zijn laatste levensjaren werden getekend door zware lichamelijke en psychische problemen.

## Stijl
In zijn schilderijen vertolkte Oorlynck figuratief vooral de relatie tussen mensen, zoals over liefde en vriendschap, maar ook gevoelens als eenzaamheid, wanhoop, afwezigheid.

## Erkenning
Oorlynck won verschillende prijzen. Zo won hij de Pro-Civitatewedstrijd van het Gemeentekrediet, de Prijs V.R.I.K.A. van de Koninklijke Academie voor Schone Kunsten in Antwerpen, de Ghislain Aerts-prijs 1980 en de Dr. Demeyerprijs uit Brugge.

## Tentoonstellingen
- 1976, A.S.L.K., Oostende
- 1978, Galerie De  Peperbusse, Oostende
- 1978, Galerie Watteau ("10 Oostendse schilders")
- 1978, Feest- en Kultuurpaleis ("Markante kronkels"), Oostende
- 1980, Bank van Brussel, Oostende
- 1980, Gemeentelijke school, Zandvoorde
- 1989, Galerie De Peperbusse, Oostende

## Verzamelingen
- Oostende, Mu.ZEE